# Grock
Karl Adrien Wettach, conocido artísticamente como Grock (Loveresse, Cantón de Berna, 
10 de enero de 1880-Imperia, Italia, 14 de julio de 1959) fue un artista de circo suizo. Alcanzó fama mundial como payaso, aunque también fue acróbata, músico y escritor.

## Trayectoria
Hijo de un fabricante de relojes, se convirtió en acróbata amateur y pasó cada verano con un circo, donde empezó como saltimbanqui y más tarde como violinista, pianista y xilofonista.
Cambió su nombre por Grock en 1903. Fue pareja de un clown de nombre artístico Brick y juntos actuaron en Francia, en el norte de África y Sudamérica. Cuando Brick se casó, Grock se unió al payaso Antonet (Umberto Guillaume). En Berlín, intentaron cambiar la arena del circo por un escenario; primero fracasaron, pero tras aprender las técnicas necesarias hasta dominarlas a la perfección, lograron un contrato en Londres en 1911.
Dos años más tarde, Grock perfeccionó las aventuras de un bobalicón con instrumentos musicales que hizo reír a muchas audiencias europeas —con su preocupación por saber dónde habían ido las cuerdas cuando sostenía su violín con el lado contrario hacia arriba—. En 1924, abandonó Inglaterra y continuó actuando en Europa.
Su payaso, de tipo augusto, actuó con diferentes artistas en circos, teatros y teatros de variedades durante casi 60 años. Fue reconocido como la estrella del entretenimiento europeo con el nombre de «Grock, el payaso». «No es posible», fue su expresión habitual al finalizar cada actuación, que luego convirtió en un libro. Como músico, podía tocar 24 instrumentos y hablar varios idiomas, se convirtió en rey de los clowns a principios de siglo. Grock actuó para algunos de los reyes europeos. También inició un exitoso negocio publicando música aprovechando sus populares canciones.

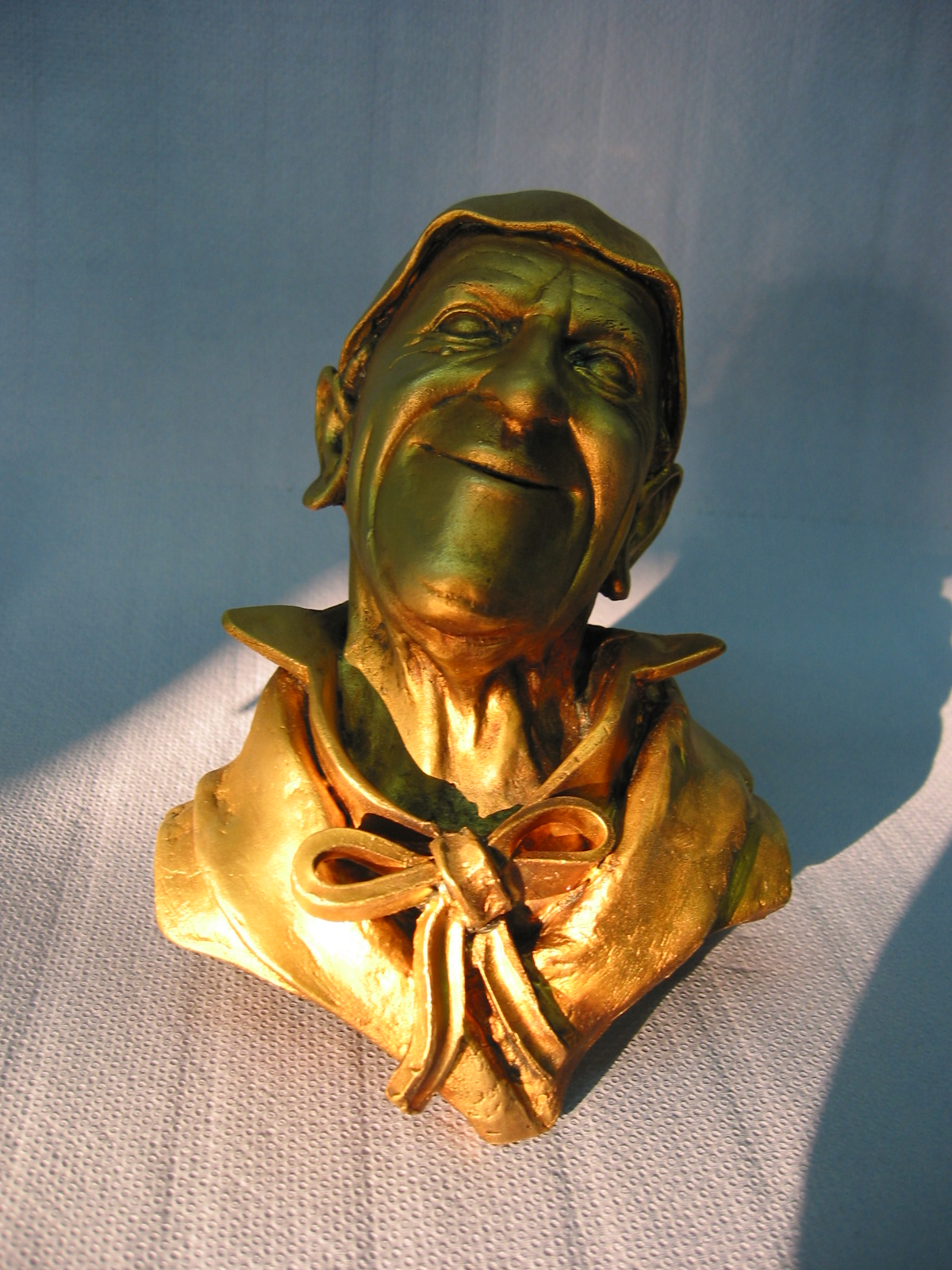
Grock.

Fue, durante un tiempo, el artista mejor pagado de Europa, pero se arruinó tras comprar una carpa de circo para su espectáculo de variedades tras la Segunda Guerra Mundial. Luego, se recuperó económicamente tras varias giras de éxito. Escribió varios libros, entre ellos su autobiografía, Die Memorien des Königs der Clowns (en español, Las memorias del rey de los payasos).
Su última actuación fue el 30 de octubre de 1954 en Hamburgo, con 74 años. Se retiró a la mansión que construyó en los años veinte en la Riviera italiana.
Sus actuaciones han sido conservadas en una película que se grabó en 1931, llamada Grock y que dirigió Carl Boese. En 2019, los directores Fabiano D’Amato y Alix Maurin realizaron el documental, Grock, ombres et lumières d’un clown de légende (en español, Grock. Luces y sombras de un payaso legendario), con una duración de 53 minutos.

## Obra
- 1931 - Grock Life's a Lark.[8]
- 1948 - Sin bromas
- 1956 - No es posible
- 1957 - Grock, King of Clowns.[9]
- 1962 - Die Memorien des Königs der Clowns.[2]